# Калевальський національний парк

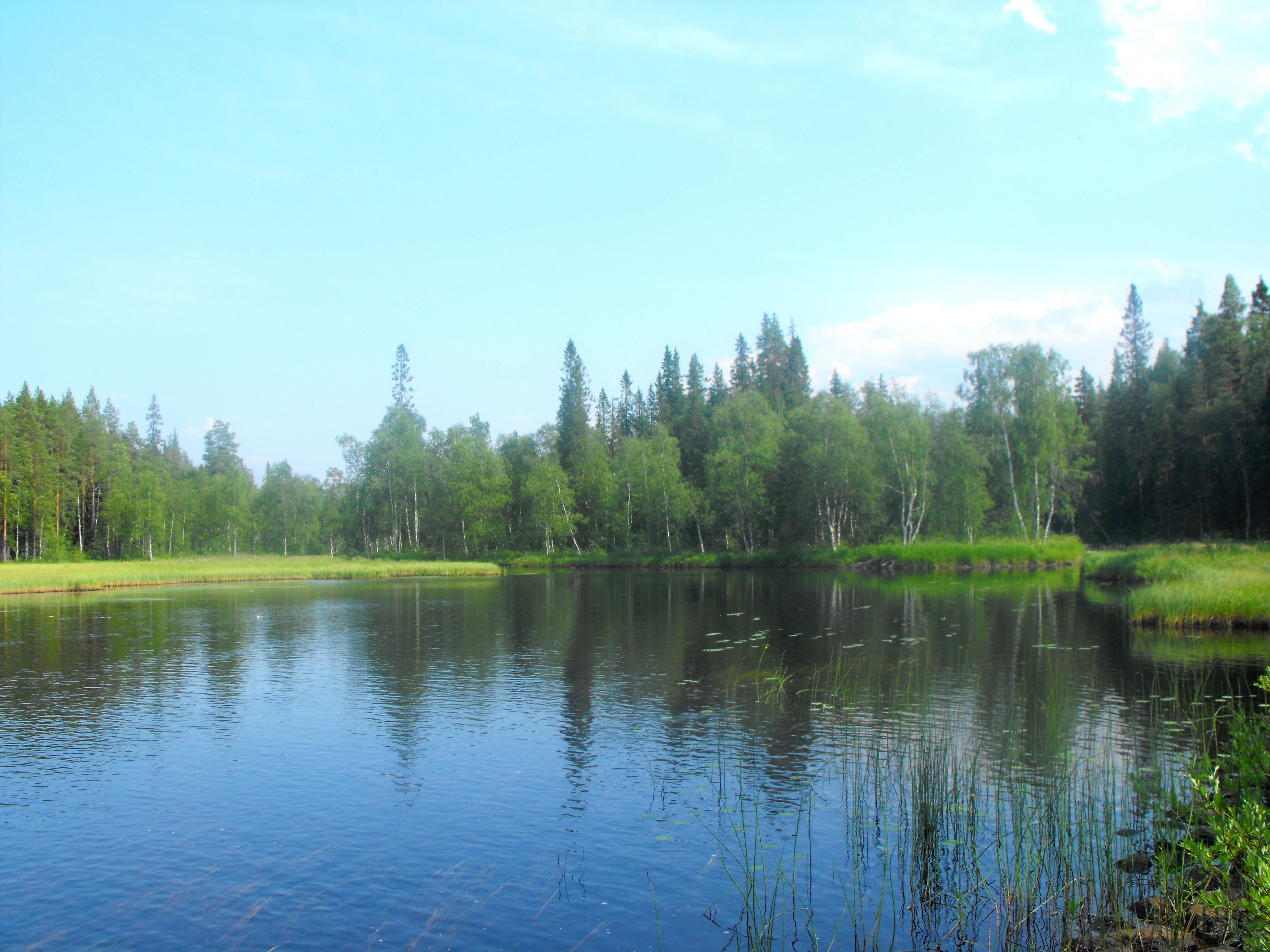
Річка Каба

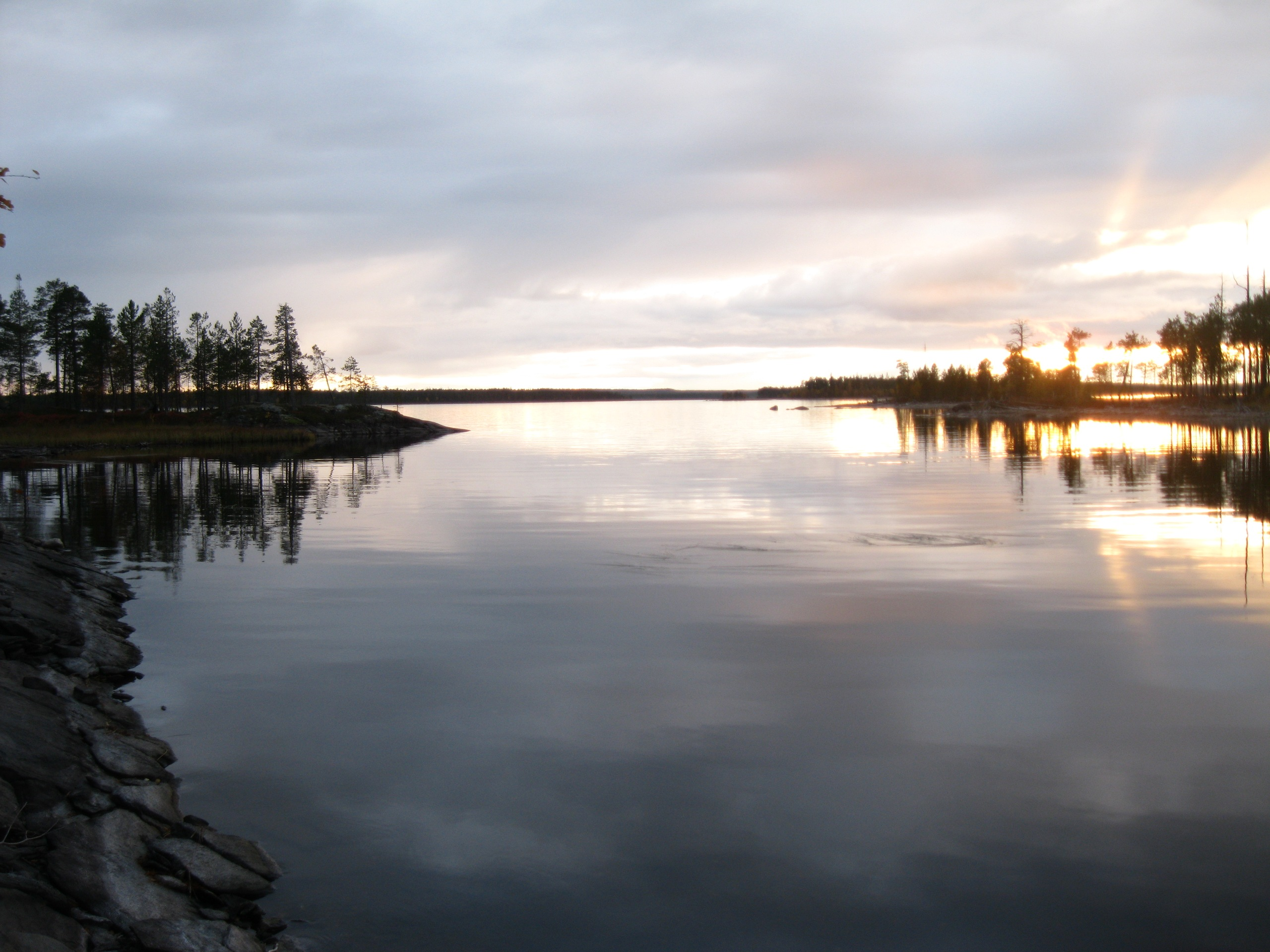
Озеро Топозеро

Націона́льний па́рк «Калева́льський» (рос. Национальный парк «Калевальский») — національний парк у Республіці Карелія (Росія).

## Загальні відомості
Національний парк був заснований 3 липня 2007 року на площі 74 400 га. Основною метою створення національного парку було збереження одного з останніх в Європі великих масивів старовікових соснових лісів. Парк є унікальним центром місцевої фауни і флори і представляє безперечну цінність для збереження біорізноманіття території для наукових і рекреаційних цілей. До того ж місцевий природний і культурний ландшафт є фоном карело-фінського поетичного епосу «Калевала».
Розташований у північній частині Костомукшського міського округу, його західні рубежі проходять по російсько-фінському кордону. З 16 березня 2015 року парк є частиною Державного природного заповідника «Костомукшський».

## Флора
У національному парку росте 529 видів судинних рослин. З них до Червоної книги Росії занесені наступні: водні рослини — молодильник озерний, Lobelia dortmanna (зустрічаються часто), Carex livida, зозульки Траунштайнера, а також виключно рідкісний вид — Dactylorhiza cruenta. До Червоної книги Карелії також внесені: Botrychium lanceolatum, Carex tenuiflora (перша знахідка в Карелії за останні 50 років), Stellaria calycantha, Epilobium hornemannii.
У національному парку зустрічаються 160 видів листостеблових мохів. До рідкісних видів та видів, що охороняються, віднесені: Sphagnum denticulatum, Dicranella rufescens, Discelium nudum, Warnstorfia pseudostraminea, Pseudotaxiphyllum elegans, які занесені до Червоної книги Карелії і Східної Фенноскандії.
На території національного парка виявлено 167 видів лишайників, з них п'ять видів занесені до Червоної книги Карелії і 1 вид — до Червоної книги Східної Фенноскандії.
Ліси національного парку на 85 % представлені борами, смерекові ліси займають близько 10 % лісових угідь.

## Фауна
Тваринний світ національного парку «Калевальський» дуже різноманітний. Тут зареєстровано 38 видів ссавців; 7 представників загону комахоїдних, 1 — лиликоподібних, 1 — зайцеподібних, 13 — мишоподібних, 13 — хижих і 3 — парнокопитих. Фауна мисливських тварин типова для бореальних лісів. Нерідко зустрічаються: вивірка звичайна, куниця лісова, росомаха, рись, бурий ведмідь, лось і лісовий північний олень. У парку зафіксовано 143 види птахів. Тут місце гніздування 26 видів птахів, які занесені до:
- Червоної книги Росії: орлан-білохвіст, скопа, беркут, сапсан.
- Червоної книги Карелії: гагара червоношия, лебідь-кликун, гуменник, крех малий, мартин чорнокрилий, журавель сірий, сова бородата, шуліка чорний, боривітер, підсоколик малий, сорокопуд сірий, горихвістка звичайна, пронурок.
- Червоної книги Фінляндії: гагара чорношия, підсоколик великий, дятел малий.
- Червоної книги Східної Фенноскандії: лунь польовий, брижач, баранець малий, вівсянка садова, вівсянка лучна.

Видовий склад комах є типовим і природним для первісних тайгових лісів. Іхтіофауна річок і озер на території національного парку «Калевальський» включає 17 видів риб, у тому числі такі як пструг струмковий, прісноводний лосось, сиг, ряпушка, харіус, мересниця, окунь звичайний, йорж звичайний, плітка і щука звичайна.
У річках і струмках національного парку мешкає рідкісний вид молюска — скойка річкова, яка внесена практично в усі Червоні книги — Карелії, Росії, Фінляндії, Скандинавії. Вона виживає тільки на порожистих ділянках річок і струмків з чистою водою і не виносить забруднення.